# Mispila samarensis
Mispila samarensis är en skalbaggsart som beskrevs av Stefan von Breuning 1939. Mispila samarensis ingår i släktet Mispila och familjen långhorningar.
Artens utbredningsområde är Filippinerna. Inga underarter finns listade i Catalogue of Life.